# Eva van Agt
Eva van Agt, née le 18 mars 1997 à Nimègue, est une hockeyeuse sur gazon et coureuse cycliste néerlandaise.

## Biographie

### Hockey sur Gazon
Eva van Agt oriente d'abord sa carrière sportive vers le hockey sur gazon. Avec succès, puisqu'elle fait ses débuts en première division du championnat des Pays-Bas  à l'âge de 16 ans au NMHC Nijmegen.
Elle poursuit ses études aux États-Unis à partir de 2015, en rejoignant l'Université Northwestern à Evanston, où elle continue sa carrière de joueuse tout en obtenant une licence en mathématiques et en économie.
À son retour aux Pays-Bas, elle revient au NMHC Nijmegen, récemment relégué. La pandémie de Covid-19 stoppe la saison, et Eva van Agt s'investit alors beaucoup dans le cyclisme pour s'entretenir.

### Cyclisme
En septembre 2020, elle rejoint Maastricht pour effectuer son master, et adhère alors à l'association cycliste étudiante Dutch Mountains. Elle remporte ainsi quelques courses et est repérée par Natascha den Ouden qui la recrute au sein de l'équipe Restore cycling.
Son début de saison 2022 est réussi, notamment en avril lors de la Volta Limburg Classic où elle est échappée. Elle attire alors le regard de l'équipe Le Col-Wahoo, qui la recrute dès le 1er mai. Au moins de juillet, elle est sélectionnée par son équipe pour participer au premier Tour de France Femmes.
Un temps prolongée au sein de l'effectif Le Col-Wahoo pour 2023, elle signe finalement au mois de décembre en faveur de l'équipe Jumbo-Visma,.
À l'été 2023, elle participe a son 2e Tour de France mais est victime d'une violente chute sur une chaussée mouillée alors qu'elle était en tête. Contrainte à l'abandon, elle souffre d'une commotion cérébrale et d'une côte cassée,.

## Vie privée
Son grand-père, Dries van Agt, était un homme politique néerlandais, qui fut notamment premier ministre des Pays-Bas entre 1977 et 1982,.

## Palmarès sur route

### Par années
- 2023
  - 1re étape de La Vuelta Femenina (contre-la-montre par équipes)

### Résultats sur les grands tours

#### Tour d'Italie
1 participation : 
- 2025 : 58e

#### Tour de France
3 participations :
- 2022 : 52e
- 2023 : abandon (3e étape)
- 2025 : 66e

#### Tour d'Espagne
2 participations : 
- 2023 : 42e
- 2024 : non partante (8e étape)

### Classements mondiaux
| Année                                 | 2022 | 2023 | 2024 |
| ------------------------------------- | ---- | ---- | ---- |
| Classement UCI                        | 447e | 221e | 516e |
| UCI World Tour                        | 141e | 105e | 193e |
|                                       |      |      |      |
| Légende : nc = non classéSource : UCI |      |      |      |